# 阿尔诺亚
阿尔诺亚，是西班牙加利西亚自治区奥伦塞省的一个市镇。总面积21平方公里，总人口1187人（2001年），人口密度57人/平方公里。